# Cerkiew Świętych Michała i Teodora Czernihowskich w Moskwie
Cerkiew Świętych Michała i Teodora Czernihowskich – prawosławna cerkiew w Moskwie, w dekanacie moskworieckim eparchii moskiewskiej miejskiej Rosyjskiego Kościoła Prawosławnego.

## Historia
Fundatorką świątyni była I. Malutina, żona kupca. Budynek powstał w 1675 na miejscu zajmowanym między XV a XVI w. przez monaster św. Jana, tam, gdzie znajdowała się dawniej inna, drewniana cerkiew. Patronami świątyni zostali książę czernihowski Michał oraz bojarzyn Fiodor (Teodor), zamordowani w 1246 na rozkaz Batu-chana. Ich relikwie od 1572 przechowywane były w Moskwie, zaś świątynia pod ich wezwaniem znajduje się w pobliżu drogi wjazdowej do miasta, którą je przewieziono.
Cerkiew była nieprzerwanie czynna od momentu wzniesienia do 1924. W latach 1924–1991 nie pełniła funkcji sakralnych; od 1977 do 1984 były na jej terenie prowadzone prace konserwatorskie.

## Architektura
Cerkiew została wzniesiona na planie prostokąta. Jest trójdzielna z niskim przedsionkiem, znacznie wyższą nawą oraz niższym od niej pomieszczeniem ołtarzowym. Nad nawą znajduje się pięć cebulastych kopułek usytuowanych na rzędach kokoszników i wydłużonych, zdobionych płaskorzeźbami bębnach. W narożach tej części świątyni znajdują się ozdobne pilastry. Okna cerkwi ujęte są w ozdobne obramowania, nieco skromniejsze w pomieszczeniu ołtarzowym i w przedsionku. Absydę pomieszczenia ołtarzowego dzielą półkolumny, w narożach widoczne są lizeny. Cerkiew otoczona jest ogrodzeniem z XVIII–XIX w..
Z cerkwi pochodzi ikona Trójcy Świętej wykonana prawdopodobnie w 1675, przechowywana w zbiorach Galerii Trietiakowskiej.